# Paulo Ricardo

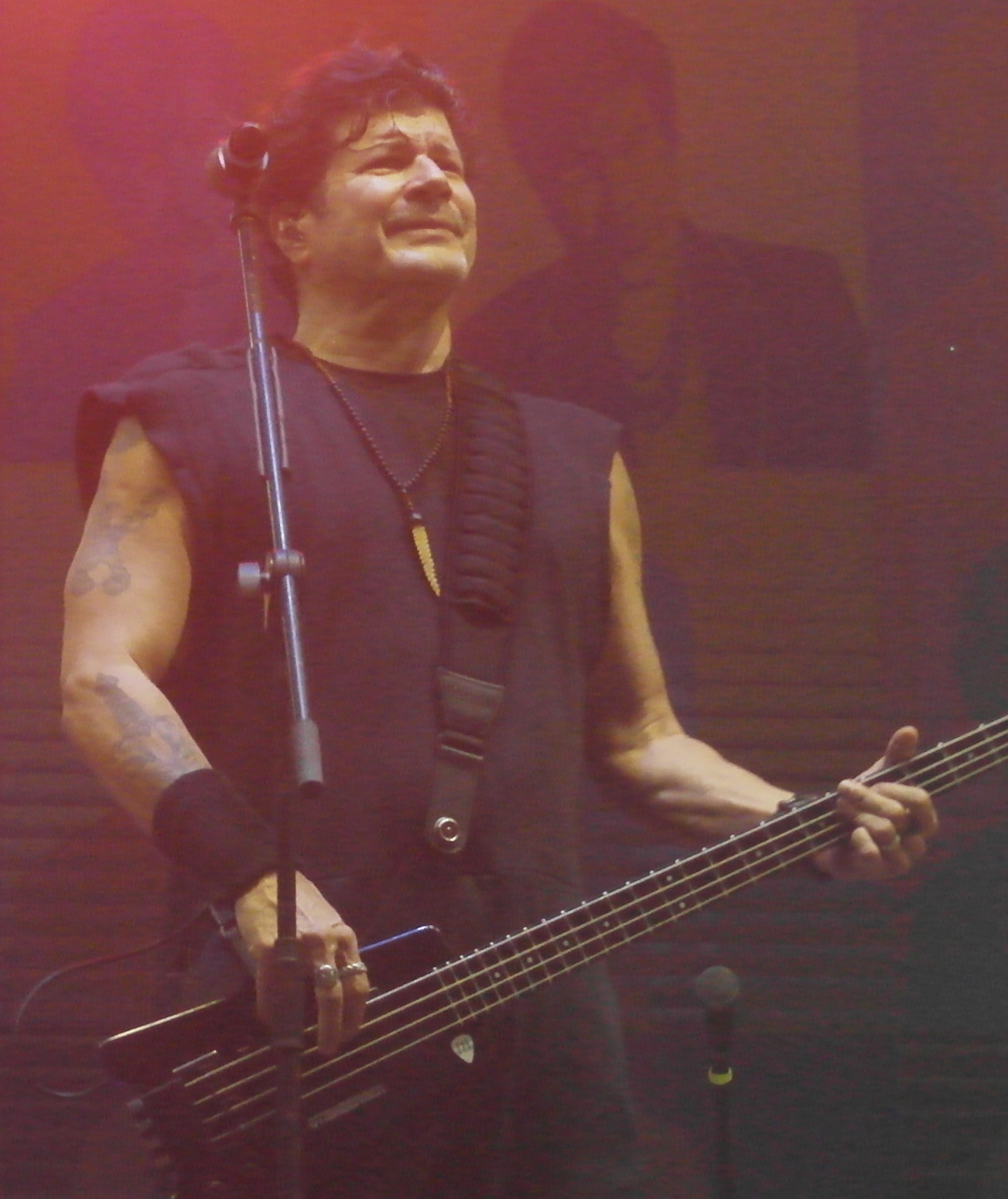
Paulo Ricardo in 2024

Paulo Ricardo (Rio de Janeiro, 23 september 1962) is een Braziliaanse zanger, vooral bekend in eigen land.
Hij zong liedjes als Porque es cruel el amor, Pingüinos en la cama en Amarte es mi pecado, omdat hij zijn moedertaal Portugees verkiest. Hij zong Engelstalige liedjes als I know what you want en Make it clap.